# Giuseppe Agostini (Organist)

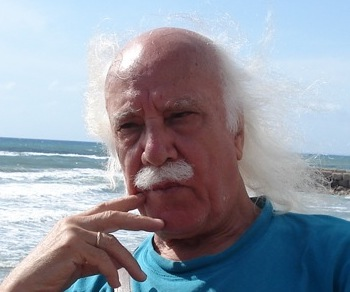

Giuseppe Agostini (* 6. Oktober 1930 in Supino; † 5. April 2020 in Frosinone) war ein italienischer Organist, Chorleiter und Komponist.

## Leben
Ersten Unterricht erhielt er bei Don Giuseppe Morosini am Collegio Leoniano in Rom. Anschließend besuchte er das Conservatorio di Santa Cecilia in Rom und lernte dort bei Rina Rossi Klavier sowie bei Fernando Germani Komposition und Orgel. Er selbst unterrichtet zuerst an den Konservatorien von Pesaro und L’Aquila. Danach viele Jahre am Conservatorio Licinio Refice in Frosinone.
Von 1968 bis 201 leitet er als Nachfolger von Fausto Razzi den Coro Franco Maria Saraceni der Universität La Sapienza. Unter seiner Leitung erlangte der Chor internationale Bekanntheit und gipfelte in einer Reihe von Tourneen in Europa und Amerika mit Konzerten in Hamburg, Berlin, Boston, Brüssel, Köln, Graz, London, New York, Oxford, Paris, Philadelphia, Straßburg, Stockholm, Wien, sowie Auftritte in Italien an der Accademia Chigiana di Siena, am Konservatorium Santa Cecilia in Rom und an zahlreichen italienischen Universitäten. Daneben war Leiter des RAI Chamber Choir in Rom. Er gründete und leitete den Chor Aldo Manuzio di Supino und zuletzt den Chor junger Musiker von Supino Equites Gaudentes.
Agostini gab auf römischen Orgeln Konzerte der Werke von Frescobaldi, Gabrieli und Zipoli. Bemerkenswert ist auch seine Arbeit in der Organologie; Agostini war nicht nur Gründungsmitglied einer Kommission zum Schutz klassischer Orgeln, sondern entwarf auch die römischen Orgeln der Basilika Cristo Re, der Kirche San Pio X alla Balduina und der Basilika Santa Francesca Romana, der Basilika SS. Cosma und Damiano, das mechanische Orgelpositiv im Collegio Leoniano und schließlich die Tamburini-Orgel des Aquila-Konservatoriums. Er komponierte hauptsächlich für Orgel und mehrstimmigen Chor.